# Special Rock
Albums de Les Blousons noirs
- -
Special Rock est une compilation du groupe de rock français Les Blousons noirs, sortie en 2006 sur le label Born Bad, qui regroupe leurs deux EPs sortis en 1961 et 1962, c'est-à-dire l'intégralité de leurs enregistrements.

## Réception
L'album est inclus dans l'ouvrage Philippe Manœuvre présente : Rock français, de Johnny à BB Brunes, 123 albums essentiels.

## Liste des pistes
| No | Titre              | Auteur | Durée |
| -- | ------------------ | ------ | ----- |
| 1. | Be Bop A Lula      |        | 1:39  |
| 2. | Eddie sois bon     |        | 1:34  |
| 3. | Depuis que ma môme |        | 1:50  |
| 4. | Hey Pony           |        | 1:38  |
| 5. | Twist Again        |        | 2:44  |
| 6. | Chérie oh chérie   |        | 2:17  |
| 7. | Twist à St Tropez  |        | 2:17  |
| 8. | Les Fous du twist  |        | 2:20  |

## Personnel
- Claude - contrebasse
- Jo - guitare
- Did - batterie
- Sammy - chant, guitare solo